# Байсинское сельское поселение
Байсинское сельское поселение — муниципальное образование в составе Уржумского района Кировской области России.
Центр — село Байса.

## История
Байсинское сельское поселение образовано 1 января 2006 года согласно Закону Кировской области от 07.12.2004 № 284-ЗО.

## Население
| 2010 | 2011 | 2012 | 2013 | 2014 | 2015 | 2016 |
| ---- | ---- | ---- | ---- | ---- | ---- | ---- |
| 669  | →669 | ↘631 | ↘589 | ↘547 | ↘528 | ↗532 |
| 2017 | 2018 | 2019 | 2020 | 2021 |      |      |
| ↘505 | ↘484 | ↘456 | ↘429 | ↗447 |      |      |

## Состав
| № | Населённый пункт | Тип населённого пункта       | Население |
| - | ---------------- | ---------------------------- | --------- |
| 1 | Байса            | село, административный центр | 669       |
| 2 | Посенур          | деревня                      | 0         |